# دره‌چه (بستان‌آباد)
دره‌چه یکی از روستاهای استان آذربایجان شرقی است که در دهستان عباس غربی بخش تیکمه‌داش شهرستان بستان‌آباد واقع شده‌است.این روستا ۵۵ نفر جمعیت دارد.